# Controscaglionato

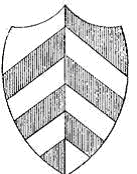
Controscaglionato d'argento e di rosso

Controscaglionato è un termine utilizzato in araldica per indicare lo scaglionato partito, cogli smalti scambiati.